# Universidad Tecnológica Centroamericana
La Universidad Tecnológica Centroamericana (UNITEC) es una institución privada de educación superior y fue fundada en el año 1987 con el propósito de convertirse en una alternativa para la formación universitaria, tanto por su innovadora oferta académica como por su propuesta y modelo educativo.

## Historia
La Universidad Tecnológica Centroamericana (UNITEC) fue fundada en 1987, actualmente, dispone de dos campus distribuidos en dos ciudades de Honduras: uno en Tegucigalpa y uno en San Pedro Sula los que conforman el Sistema de UNITEC. 
En 2005, UNITEC se integró a la Red Global de Laureate International Universities, que en su momento fue la red de universidades privadas más grande del mundo. Esta afiliación concluyó en 2021, año en que UNITEC dejó de formar parte de dicha red.
UNITEC ofrece una amplia movilidad académica internacional para estudiantes y docentes, así como intercambios académicos, programas de doble titulación, pasantías de sus alumnos en los parques de Walt Disney World y los cursos de verano en universidades altamente prestigiosas en destinos como EE. UU., España, Taiwán, México, Argentina, Chile, Perú y los países de la región centroamericana.

## Oferta académica de UNITEC
Su oferta académica se centra en las áreas de negocios e ingenierías, con 26 carreras de pregrado y 25 programas de maestría. Todas ellas de carácter presencial.
También se ofrecen los programas de maestría en línea, los cuales se fundamentan en el modelo de educación e-learning que responde a las necesidades de profesionales con interés de capacitarse pero que por sus exigencias laborales o su situación geográfica se hace imposible que puedan asistir regularmente a un centro educativo.
Los programas de Dirección Empresarial y Administración de Proyectos se ofrecen a través del Aula Virtual que opera en la Plataforma Moodle.

### Facultad de Ciencias Administrativas y Sociales.
- Licenciatura En Administración De La Hospitalidad Y El Turismo
- Licenciatura en Administración Industrial e Inteligencia de Negocios
- Licenciatura en Administración Industrial y Emprendimiento
- Licenciatura en Administración Industrial y Operaciones
- Licenciatura En Derecho
- Licenciatura En Finanzas y Economía
- Licenciatura En Mercadotecnia Y Negocios Internacionales
- Licenciatura En Relaciones Internacionales

### Ingenierías
1. Ciencias de datos e inteligencia artificial
2. Sistemas computacionales
3. Industrial y de sistemas
4. Civil
5. Mecatrónica
6. Telecomunicaciones y electrónica
7. Arquitectura
8. Informática
9. Biomédica
10. Energía

### Ciencias de la salud
1. Medicina y Cirugía
2. Odontología
3. Nutrición

### Postgrado
1. Maestría en Contaduría Pública
2. Maestría en Dirección Empresarial
3. Maestría en Finanzas
4. Maestría en Administración de Proyectos
5. Maestría en Dirección de Mercadotecnia
6. Maestría en Ingeniería de Estructuras
7. Maestría en Derecho Empresarial
8. Maestría en Dirección de Recursos Humanos
9. Maestría en Desarrollo Local y Turismo
10. Maestría en Gestión de Tecnologías de Información
11. Maestría en Gestión de Operaciones y Logística
12. Maestría en Gestión de Energías Renovables
13. Maestría en Dirección de la Comunicación Corporativa
14. MBA en Dirección de Entidades Deportivas (Escuela Real Madrid Universidad Europea)
15. MBA (Loyola University New Orleans)

### Programa Global MBA
Este programa de maestría tiene como propósito principal la formación de profesionales y líderes, capaces de crear, organizar, dirigir y transformar empresas que lograrán que Honduras pase a ser parte de los países con un mayor índice de desarrollo.
Por sus características curriculares y por su nivel, esta maestría se constituye como el primer programa ejecutivo con enfoque internacional a impartirse en Honduras, que ofrecerá una preparación equivalente a la que hasta ahora solo se podía obtener en los programas de postgrado más destacados de Estados Unidos de Norteamérica o en las más prestigiosas Universidades de Latinoamérica.
El prestigio y la experiencia de estas cinco instituciones: Instituto Tecnológico y de Estudios Superiores de Monterrey, Texas A & M University, la Universidad de Chile, la Universidad de Buenos Aires y UNITEC, permite asegurar que el programa desplaza la frontera de la enseñanza superior en América Latina y al mismo tiempo abre un nuevo espectro de posibilidades para el desarrollo profesional para los ejecutivos de mayor capacidad potencial de la región.
El programa de Maestría en Negocios Internacionales (Global MBA) está orientado a contribuir a la formación de ejecutivos con los conocimientos más modernos, avanzados, relevantes y útiles, para que las empresas y negocios en donde se desempeñan puedan obtener el mayor provecho de tales desafíos.
El Global MBA aspira a la formación de cuadros directivos de alta capacidad, que ayuden a las empresas que operan en Honduras a lograr niveles elevados de desempeño en un contexto de competencia internacional amplia, intensa y dinámica.
Puede obtenerse mayor información de este programa en su sitio oficial: Global MBA

## Instalaciones Campus Tegucigalpa
- Cancha de tenis
- Fablab
- Edificio 5 (edificio de postgrado)
- Laboratorio de química
- CRAI
- Edificio 1
- Edificio 2 (oficinas administrativas)
- Edificio 3
- Edificio 4
- Canchas de usos múltiples
- Piscina
- Cancha de fútbol
- Laboratorio de energía renovable
- Edificio de ciencias de la salud
- Edificio CATI
- Cafetería
- Área de Gimnasio
- ABFlab

## Centro Universitario Tecnológico (CEUTEC)
Desde 1995, UNITEC ofrece programas de educación a distancia como parte de su compromiso con la innovación educativa. Al empezar, se tuvo el cuidado de estudiar las experiencias en la materia, tanto en la Universidad Pedagógica Nacional como en la Universidad Nacional Autónoma de Honduras. Uno de los aspectos a los que más atención se brindó fue el de mantener tasas de deserción más bajas que las que generalmente se registraban en la modalidad. Para ello, se decidió capacitar adecuadamente al personal docente y dar una sólida preparación al personal directivo, por lo cual se recurrió a la reconocida experiencia internacional de la UNED de España. La preparación de recursos de aprendizaje y las guías didácticas trataron de apuntalar una metodología apropiada, que se caracterizó por un importante número de horas de tutoría, de periodicidad semanal y de dos horas y media de duración cada una.
Finalmente, al estar consciente de las implicaciones que se tendrían al manejar centros asociados que pudieran no estar a la altura de la tarea de formar profesionales universitarios de alto nivel, se decidió ofrecer Educación a Distancia únicamente en el Campus Sede de Jacaleapa, en Tegucigalpa, y en Campus Regional de San Pedro Sula, cuyas aulas, bibliotecas, laboratorios y demás facilidades garantizaban el apoyo instruccional requerido.
Cuando se decidió abrir una nueva oferta educativa a fin de mejorar la oferta para el adulto joven trabajador, se descubrió que este nuevo modelo enmarcaba adecuadamente las acciones de renovación que se estaban proponiendo. A mediados de 2006 se tomó la decisión de hacer un esfuerzo masivo para su implantación y generalización. Es lo que se conoce actualmente como Programa Séneca, que cuenta con el apoyo del programa LASPAU de la Universidad de Harvard.

## Oferta académica de CEUTEC[1]

### Licenciaturas
1. Mercadotecnia
2. Administración de Empresas
3. Administración de la Hospitalidad y el Turismo
4. Contaduría Pública y Finanzas
5. Diseño Gráfico
6. Psicología con énfasis clínico, educativo e industrial
7. Derecho
8. Economía
9. Enfermería
10. Periodismo
11. Recursos Humanos
12. Terapia Física y Ocupacional

### Ingenierías
1. Ingeniería en Electrónica
2. Ingeniería en Gestión de Ambiente y Desarrollo
3. Ingeniería en Gestión Logística
4. Ingeniería en Informática

### Técnico Universitario
1. Técnico Universitario en Enfermería Auxiliar
2. Técnico Universitario en Instrumentación Quirúrgica
3. Técnico Universitario en Urgencias Médicas
4. Técnico Universitario Bilingüe en Call Center
5. Técnico Universitario Bilingüe en Turismo
6. Técnico Universitario en Cuidado y Desarrollo Infantil
7. Técnico Universitario en Obras Civiles y Construcción
8. Técnico Universitario en Diseño Gráfico Publicitario
9. Técnico Universitario en Comercialización y Promoción Retail
10. Técnico Universitario en Marketing Digital
11. Técnico Universitario en Diseño y Desarrollo Web
12. Técnico Universitario en Diseño de interiores
13. Técnico Universitario en Instalación de Redes
14. Técnico Universitario en Desarrollo de Sistemas de Información

UNITEC cuenta con diversos programas, que ayudan a su población estudiantil en la adquisición de experiencia laboral y como una herramienta de ayuda para los estudiantes que tengan la necesidad de pagar una parte de sus estudios. PROGRAMA UNIDOS es un programa que ofrece a estudiantes de UNITEC tanto de Tegucigalpa como de San Pedro Sula, laborar por medio tiempo dentro de instituciones como Corporación Flores, bancos privados, etc. Básicamente Programa Unidos es un convenio entre UNITEC y varias empresas que contratan estudiantes para que colaboren en sus instalaciones, UNITEC recibe una media beca de L. 4,000 por cada estudiante contratado, dicha cantidad recibida por UNITEC es para el pago de la mitad de las clases de los estudiantes que colaboren con Programa Unidos.

## Centro de Formación Permanente (CFP)
La Universidad Tecnológica Centroamericana UNITEC, dentro de la Dirección de Educación Corporativa, ha creado el Centro de Formación Permanente (CFP) como una alternativa de formación profesional para personas o profesionales que desean cursar estudios en un área específica de su interés, dentro de un período corto de tiempo, con el respaldo y calidad académica que caracteriza a UNITEC.